# Fabienne Stämpfli
Pour les articles homonymes, voir Stämpfli.
Fabienne Stämpfli, née le 13 mars 1992 à Berne (originaire de Schüpfen), est une personnalité politique suisse, membre des Vert'libéraux.
Elle est députée du canton de Berne au Conseil national depuis mars 2025.

## Biographie
Fabienne Stämpfli naît le 13 mars 1992 à Berne. Elle est originaire de Schüpfen, dans le canton de Berne. Elle grandit à Thoune.
Elle est diplômée en ingénierie de l'environnement de l'École polytechnique fédérale de Zurich,.
Elle vit à Oberhofen. Elle est en couple avec Romeo Arnold, élu vert'libéral à l'exécutif de cette dernière commune depuis 2025.

## Parcours politique
Fabienne Stämpfli adhère aux Vert'libéraux en 2020.
Première des non-élus de la liste des Vert'libéraux du canton de Berne lors des élections fédérales de 2023, elle accède au Conseil national le 4 mars 2025 à la suite de la démission de Melanie Mettler. Elle y est membre de la Commission de la science, de l'éducation et de la culture (CSEC) et de la Commission de gestion (CdG).